# ستانيسلاف زهيكوف
ستانيسلاف زهيكوف (بالبلغارية: Станислав Жеков)‏ هو لاعب كرة قدم بلغاري في مركز الدفاع، ولد في 6 فبراير 1980 في بورغاس في بلغاريا. شارك مع منتخب بلغاريا تحت 21 سنة لكرة القدم. أما مع النوادي، فقد لعب مع لودوغورتس رازغراد ونادي سبارتاك فارنا.

## وصلات خارجية
- ستانيسلاف زهيكوف على موقع قاعدة بيانات كرة القدم.إي يو (الإنجليزية)
- ستانيسلاف زهيكوف على موقع Soccerway.com (الإنجليزية)